# Astra 1E
Astra 1E – satelita telekomunikacyjny należący do operatora SES, mającego siedzibę w Luksemburgu, a wcześniej do jego oddziału SES ASTRA.
Satelitę Astra 1E wyniesiono na orbitę 19 października 1995. Został umieszczony na orbicie geostacjonarnej (nad równikiem). Pierwotnie znajdował się na pozycji 19,2 stopnia długości geograficznej wschodniej. W 2006 roku został tam zastąpiony przez satelitę Astra 1KR, a następnie przesunięty na pozycję 23,5°E, gdzie z kolei zastąpił satelitę Astra 1D. Równocześnie zostały przeniesione nań dostępne tu dotąd programy. Na tej samej pozycji orbitalnej znajdowały się również Astra 1G i Astra 3A (23,5°E), dlatego możliwy był łączny odbiór sygnału tych satelitów. W czerwcu 2010 zakończył nadawanie programów z tej pozycji, po czym został przesunięty na pozycję 4,8°E, gdzie stanowił rezerwę dla satelity Astra 4A.
Satelita ten nadawał sygnał stacji telewizyjnych, radiowych, przekazy telewizyjne oraz sygnał TV wysokiej rozdzielczości HDTV i dane (usługi dostępu do Internetu) do odbiorców głównie w Europie (oprócz części południowo wschodniej).